# Fredrikstadstadion
Het Fredrikstad Stadion is een voetbalstadion in de Noorse plaats Fredrikstad. Het stadion, ook wel bekend als het Nye Fredrikstad Stadion, werd gebouwd in het begin van de 21e eeuw en is de thuisbasis van de plaatselijke trots Frederikstad FK. Het oude stadion van de club uit 1914 was niet meer geschikt als accommodatie voor een club in de hoogste divisie.
Frederikstadstadion werd gebouwd op de locatie van een voormalige scheepswerf. Het werfterrein en omgeving is tegenwoordig het ontwikkelingscentrum van de stad en locatie van de Hogeschool van Østfold.